# Dommartin-sous-Amance
Dommartin-sous-Amance är en kommun i departementet Meurthe-et-Moselle i regionen Grand Est (tidigare regionen Lorraine) i nordöstra Frankrike. Kommunen ligger i kantonen Malzéville som tillhör arrondissementet Nancy. År 2022 hade Dommartin-sous-Amance 311 invånare.

## Befolkningsutveckling
Antalet invånare i kommunen Dommartin-sous-Amance
| Referens: INSEE |